# Vermicelle
Le vermicelle est une pâte alimentaire en forme de vermisseau. En français, les vermicelles sont des pâtes minces et courtes dont on garnit le potage ou dont on fait des plats salés ou sucrés.
Mais sous le même nom se trouve toute une famille de pâtes fines à section ronde, les italiennes longues, les asiatiques très longues (chinoise, thaïe, vietnamienne, etc.) de diamètres variables selon les matières premières qui les constituent.

## Origine

### Origine du mot
Le terme dérive du latin vermicellus, dérivé de vermis, ver, proprement petit ver, ancien français vermicel (étymologie dégoutante dont André Castellot préfère ne pas parler). Apparu dans la langue par l'intermédiaire de l'italien vermicello pl. vermicelli, Pierre Boiste (1829) mentionne encore les orthographes « vermicèle et vermichèle » (espèce de pâte en filaments, pour les potages. et -cèle. R. (Vermicello, vermisseau. ital.) | -chele) qui se rencontrent jusqu'au début XXe siècle. La prononciation à l'italienne vermitchèle encore préconisée en 1810 a disparu au XIXe siècle.
En dérivent : vermicellerie qui est une fabrique de vermicelles. Celui ou celle qui fait des vermicelles est un vermicellier (vermicelier est admis) ou une vermicellière (« On demande des ouvrières vermicellières â la Grande Vermicellerie Française, à Saint-Loup » Le Petit Provençal, 1896). Pour souligner la finesse de ses vermicelles Rivoire et Carret (1897) leur donnait le nom de vermicelles-aiguillettes.

### Origine incertaine
Les 面条 ou 面条儿 (miàn tiáo) nouille vermicelle 挂面 (guà miàn) pâtes alimentaires vermicelle sont des pâtes à la farine de riz, le 粉丝 (fěn sī) un vermicelle de soja. Ce sont de très fins vermicelles comme des cheveux. Ceux à la farine de blé seraient les premiers apparus en Chine selon les sources soit sous les Tang soit sous les Yuan[réf. nécessaire].

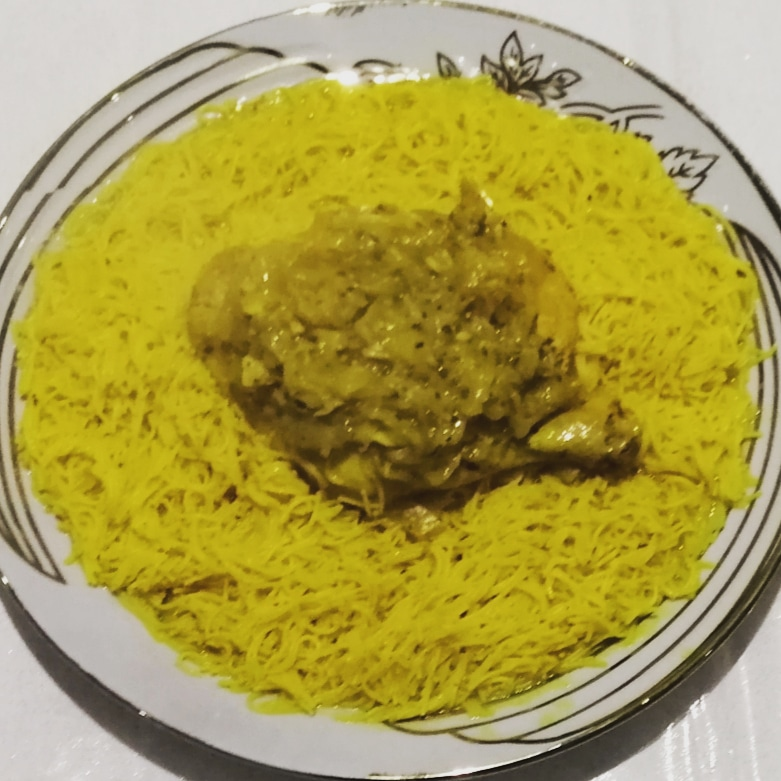
Fdawech leqma de Rabat.

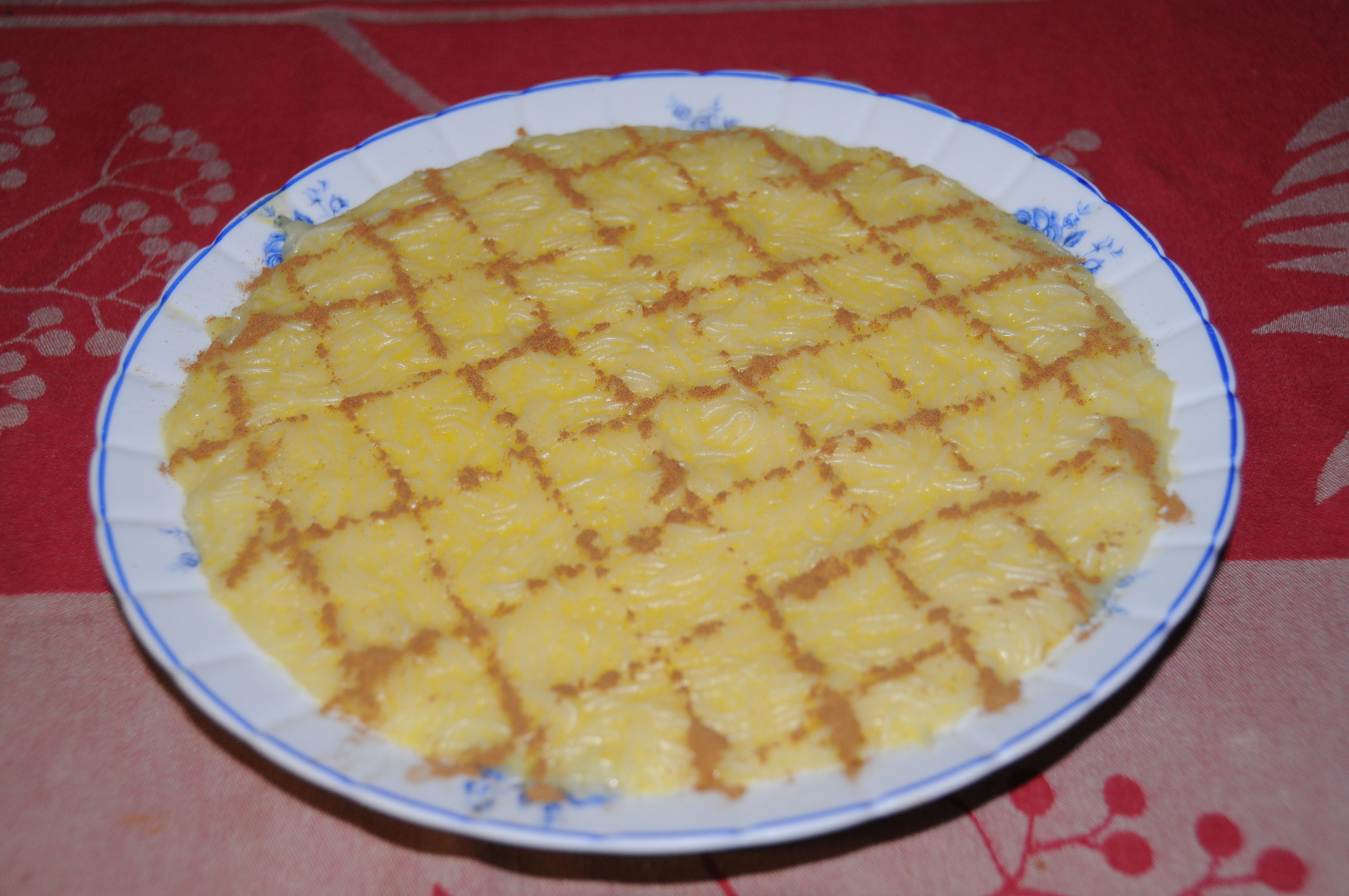
Aletria dessert ibérique au vermicelle.

Catherine Guillaumond dans sa traduction de l'Anonyme Andalou se range au choix général de traduire fidawš (pâtes fines) par vermicelle. Tugibî vers 1250 cite ces fidawch qui donne fideos en espagnol et les al-itriya qui deviennent aletria en italien et désignent un dessert portugais à base de vermicelle. L'Anonyme décrit des formes de pâte qui sont différentes des vermicelles : itriyya est chez lui une grosse pâtes qu'elle traduit par macaroni (chez Al-Idrisi ce sont des pâtes coupées en lanières). Tria dans le dialecte de Salento serait une tagliatelle. Silvano Serventi (2004) voit nos vermicelles dans les itriyya décrites par Ishō' bar 'Alī au IXe siècle. Des vermicelles marocains portent actuellement le nom de fdawech. Vermishelsh, vrimzlish et trijes sont mentionnés dans des textes juifs médiévaux, sans assurance qu'il s'agit de vermicelle.
Des fidej sont produits au XIVe siècle en Ligurie, et des fidelini (fins comme des fils, synonyme de vermicelle) sont présents sur les navires génois au XVIe siècle. En 1338, Barnaba da Reatinis cite les vermicelles (vermicelli toscani), puis De arte Coquinaria per vermicelli e maccaroni siciliani (vers 1450) donne des recettes et depuis les vermicelli sont largement attestés[pas clair]. Le mot est fréquent dans la littérature numérisée en italien depuis 1706.

### Pâte à potage en français
Le Dictionnaire des arts et des sciences (1694) emploie vermicelli (en forme de filets de longueur variable qui ressemblent à des vers). C'est dans le dictionnaire de Pierre Richelet (1706) qu'apparait « Vermicelles ou vermicelli. Mot écorché de l'italien [ ]  petites tranches de pâte coupées fort déliées qu'on fait cuire avec de l'eau, et qu'on assaisonne ensuite du bon fromage de Milan bien râpé ». En 1710, Philippe Hecquet en parsème le potage et François Massialot « le choisi nouveau, bien séché et d'une belle couleur, en fait des Potages fort agréables cuit dans une marmite avec de bon bouillon, servi avec cordon de mie de pain et une Poularde cuite dans le bouillon ». Et en 1790 le Dictionnaire de Médecine de Jacques-Louis Moreau en fait clairement une pâte à potage : « se préparait originairement en Italie, on donne la forme de petits vers, d'où lui est venu le nom de vermicelle. Cette substance sert à faire des potages ».
Le mot est fréquent dans les textes français numérisés depuis 1760 et vermicelli depuis 1750 en anglais.

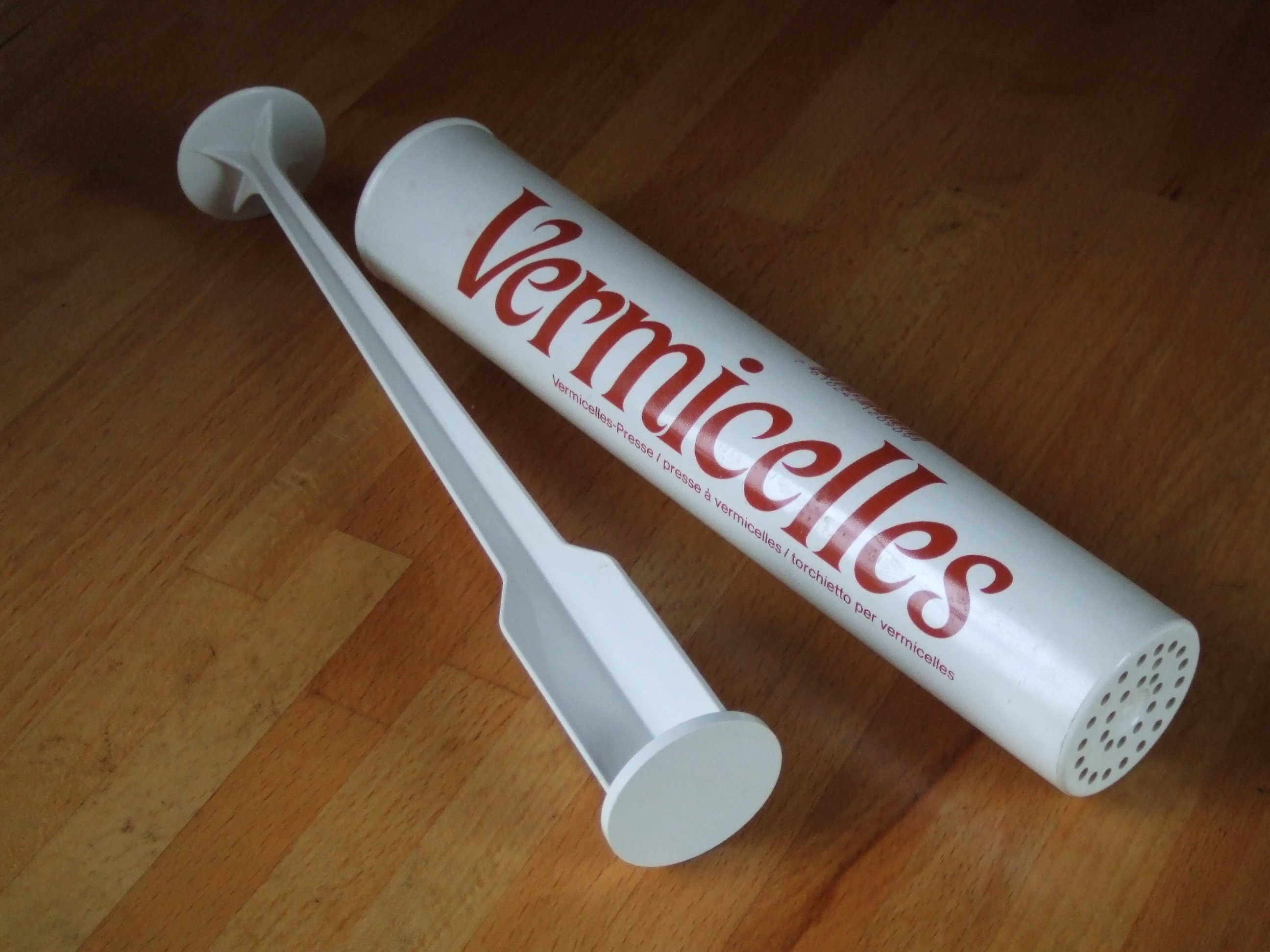
Presse à vermicelle.

## La forme

### Une pâte de petit diamètre

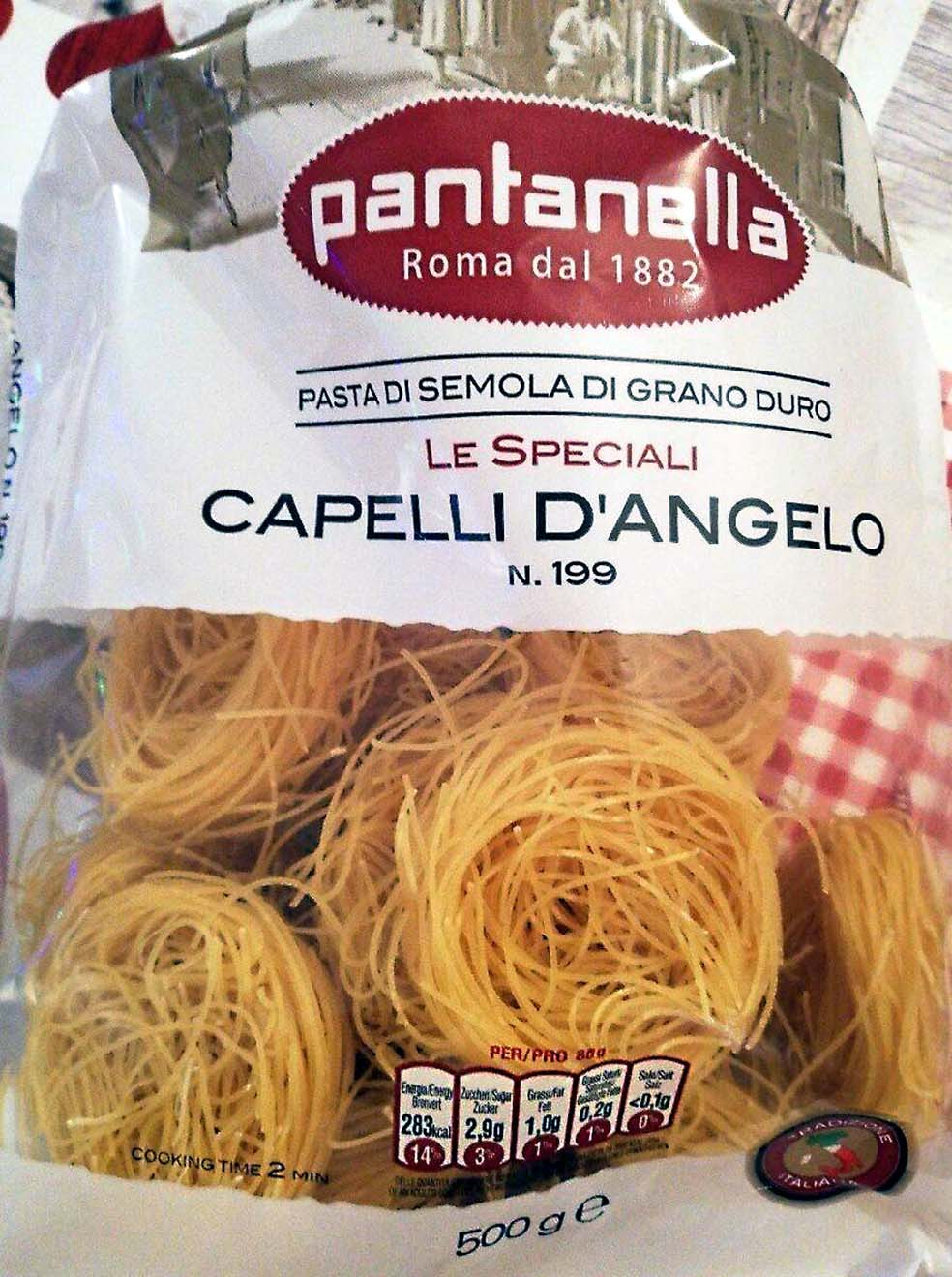
Capelli d'angelo roulés en nid.

Le diamètre du vermicelle fin de blé dur est de 1 mm lors de la sortie de presse[réf. nécessaire] ce qui donne 0,9 mm après séchage[source insuffisante], la section est ronde. Certaines législations prévoient plus fin : de 0,5 à 1,25 mm en Inde, Tanzanie. Le vermicelle standard a un diamètre de 1,5 à 2 mm[source insuffisante], 1,75 à 1,85 mm sec étant classique[source insuffisante] et 2 à 2,3 mm pour le gros vermicelles[Pas dans la source].
La longueur du vermicelle à soupe est 2 cm, celle du vermicelli italien de 25 à 26 cm Les vermicelles chinois peuvent mesure jusqu'à 2 m.[réf. nécessaire]

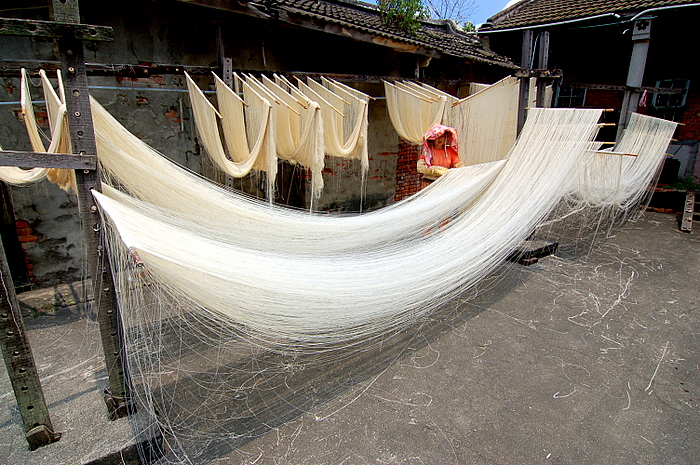
Séchage des mi-soa (麵線) à Taïwan.

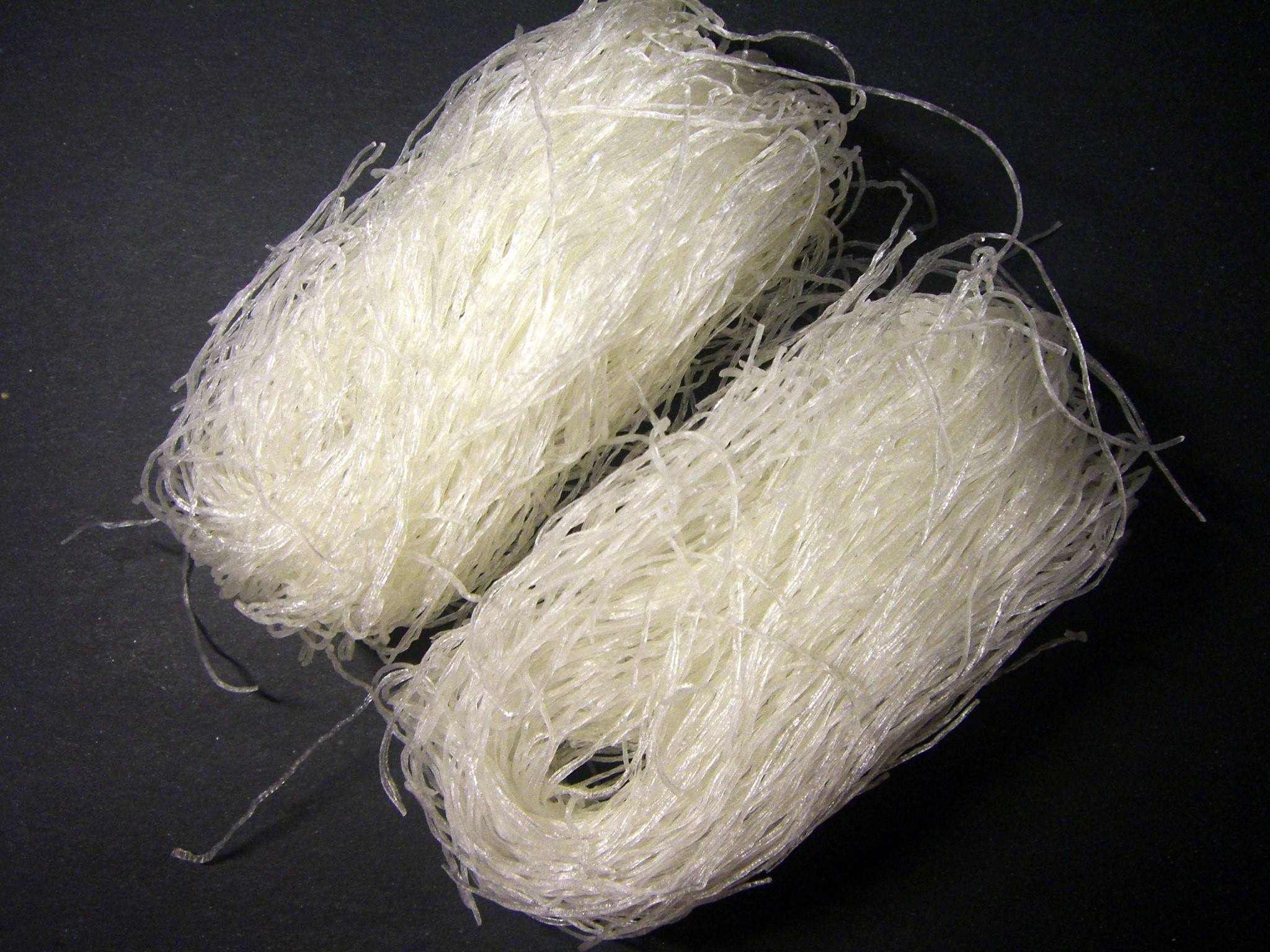
Vermicelles de farine de haricot rouge sec, vermicelles transparents

Le vermicelle à section ronde chinois se trouve sous les dimensions et matières premières suivantes :
- 麵線, 面线 麵線 (mī-sòa, miàn xiàn) à la farine de blé est le plus fin, 0,6 à 0,7 mm de diamètre pour 1 800 mm (1,8 m) de long, d'où leur autre nom nouille de longévité,[réf. nécessaire]
- 过桥米线 (guò qiáo mǐxiàn) nouilles qui traversent le pont fait entre 1 et 2 mm de diamètre - longueur 20 à 40 cm,
- 粉丝 (fěn sī), vermicelle transparent, 春雨 (harusame) pluie de printemps[34] au Japon[35], vermicelle de soja en Polynésie, se fait aussi à la farine de pomme de terre et de haricot mungo[36] et en Corée dangmyeon (hangul : 당면) de farine de patate douce : 2 mm de diamètre, longueur 5 à 18 cm[37] ou davantage,
- 桂林米粉 (guìlín mǐfěn) et le 常德米粉 (chángdé mǐfěn) nouille de riz[38]2 à 3 mm de diamètre et 20 à 40 cm de long.

### Capelli d’angelo - Cheveux d'ange
Les cheveux d'ange, capellini en italien littéralement « cheveux fins », sont des vermicelles à la farine de blé, très fin (diamètre entre 0,85 à 0,95 mm) qui existent en version longue (forme courante) et en version courte.
Dans le couscoussier ils accompagnent ou remplacent la semoule pour faire la seffa, plat traditionnel populaire au Maroc. Ils se font au lait sucré et à la cannelle pour les enfants au lait de rose en Inde. Gastón Acurio est nostalgique d'un plat de son enfance péruvienne : les cheveux d'ange au beurre et au parmesan.
Les vermicelles fins à la farine de riz, à la fécule de haricots mungo ou soja vert ont parfois le nom de cheveux d'ange en français actuel. Les 麵線 (mī-sòa) chinoise, très fines, sont aussi nommées cheveux d'ange.
Ne pas confondre avec Cabello de ángel qui est une confiture de courge du Siam.

### et de différentes matières premières

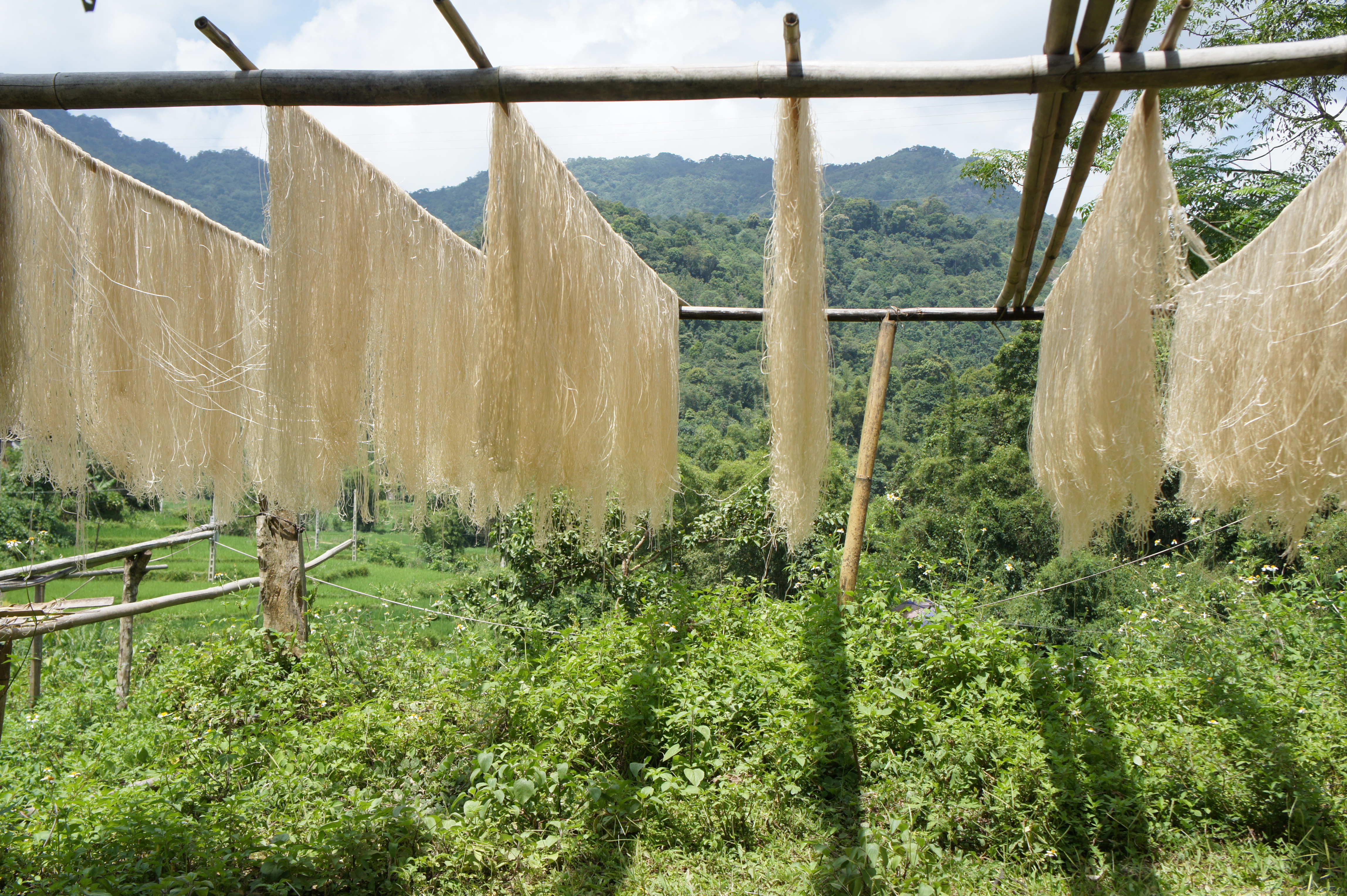
Vermicelle en farine de canna au Viêt-Nam.

La farines de blé dur donne le vermicelle classique, on en trouve aussi de la farine de blé poulard, de blés indiens, de blés plus ou moins complets, et de blé tendre.
Variante des vermicelles de farine de riz (sans gluten) cités en Chine, le bánh hỏi vietnamien Bún Thủ Đức présenté en rouleaux.
Les farines de légumineuses : vermicelle de soja, haricot mungo, 
Les amidons de tubercules comme la patate douce (dangmyeon), le canna (Canna edulis), le miên dong produit au Viet-Nam spécialité du village de Cu Dà depuis 2000 ans, le  konjac (Amorphophallus konjac) tubercule d'une Araceae qui donne les vermicelles shirataki japonais しらたき (shirataki) translucides et gélatineux.

## Utilisation

### Le potage au vermicelle
La cuisine classique, maintient l'utilisation du vermicelle dans les potages, soupes et bouillons. Le vermicelle est cuit dans un bouillon en tournant doucement, les bouillons avec viande donne le vermicelle au gras. La Reynière (1808) ne le connait que comme potage ou consommé. Carême qui fixe les usages sert dans son premier service de potage un potage de vermicelle liquide (avec une poularde), un vermicelle au consommé, un vermicelle au cerfeuil, le vermicelle à la Régence (bouillon maigre avec garniture de quenelles de poisson) et mentionne le vermicelle dans ses entremets sucrés : gâteau de vermicelle soufflé au Corinthe (vermicelle au lait sucré soufflé avec blanc d'œuf en neige) . Le Guide Culinaire d'Escoffier (1903) donne 17 recettes avec du vermicelle dont 14 dans des potages, avec le Consommé ménagère, consommé lié aux pommes de terre au four additionnée de cerfeuil, aux jaunes d'œufs, servi avec une chiffonnade de laitues et du vermicelle.

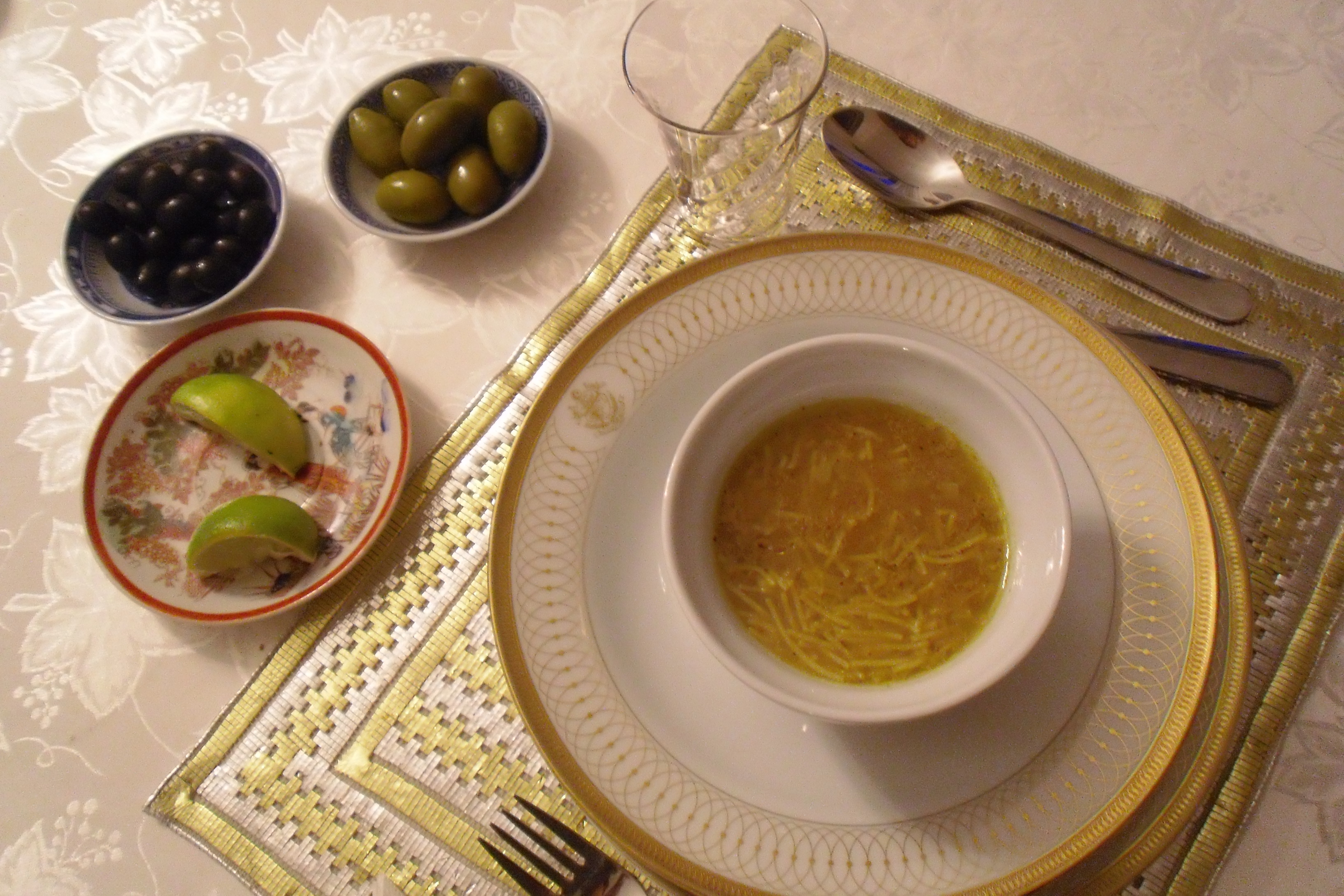
Chorba zaara tunisienne au vermicelle.

Le potage au vermicelle se fait en blanchissant quelques minutes le vermicelle dans l'eau bouillante, après quoi on le cuit dans un bouillon (de viande, de légumes - vermicelle à la jardinière -  d'oignons - vermicelle aux oignons - , à l'oseille) et on sert l'ensemble. La proportion est 60 g de vermicelle pour 1 l de bouillon.
Au Magreb la chorba fdaouech est une soupe riche avec des vermicelles, el m'katfa dans la région d'Alger du nom des vermicelles thimkatafth en berbère.

### Plats de vermicelle
Le vermicelle est apprécié pour sa texture coulante et pour son pouvoir décoratif, on le rencontre coloré (vert, rouge ou jaune). Le vermicelle est associé au raisin sec dans le méchoui wolof (avec sauce aux olives), aux petits pois, aux haricots noirs, aux racines - carottes, navets râpés . Les vermicelles asiatiques sont associés aux crevettes, au crabe, aux huitres (蚵仔麵線 (hézǐ miàn xiàn) vermicelle aux huitres spécialité chinoise de vermicelle de blé servi en soupe), aux escargots, aux champignons.

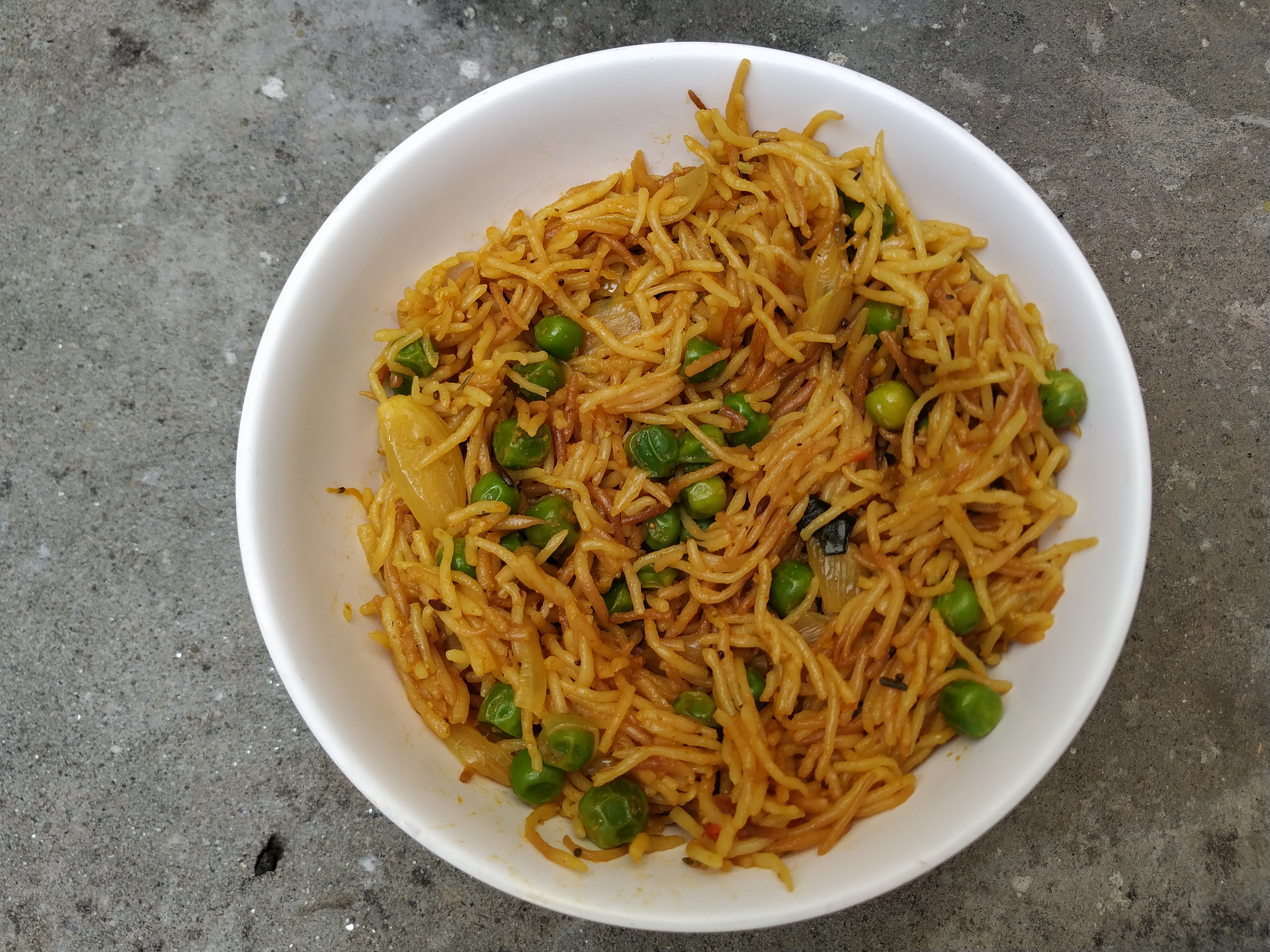
Semiya Upma, vermicelle aux légumes (Inde).

Le vermicelle mélangé au riz dans la proportion 2/3 de riz pour 1/3 de vermicelle donne le roz bil-ch'ayrieh spécialité de la cuisine libanaise. À Valence la fideuà est l'équivalent d'une paella de poisson où le vermicelle joue le rôle du riz.

#### Cuisine salée
Les vermicelles longs italiens se servent aussi en sauces légères ou avec un peu de fromage, voire une purée d'oseille. Ils sont servis en forme de nid, avec ces sauces. Le vermicelle de riz se prépare sauté, frit (dans la friture jusqu'à ce qu'il croustille) ou en soupe, les vermicelles transparents au haricot se cuisent par trempage.
Douida mfawra ou vermicelle à la tunisienne sont des vermicelles cuits à la vapeur servis avec de la viande (douida veut dire petit ver).

#### Préparations sucrées
Vermicelle au lait : potage de vermicelle cuit dans du lait (se fait aussi au lait d'amande) sucré.

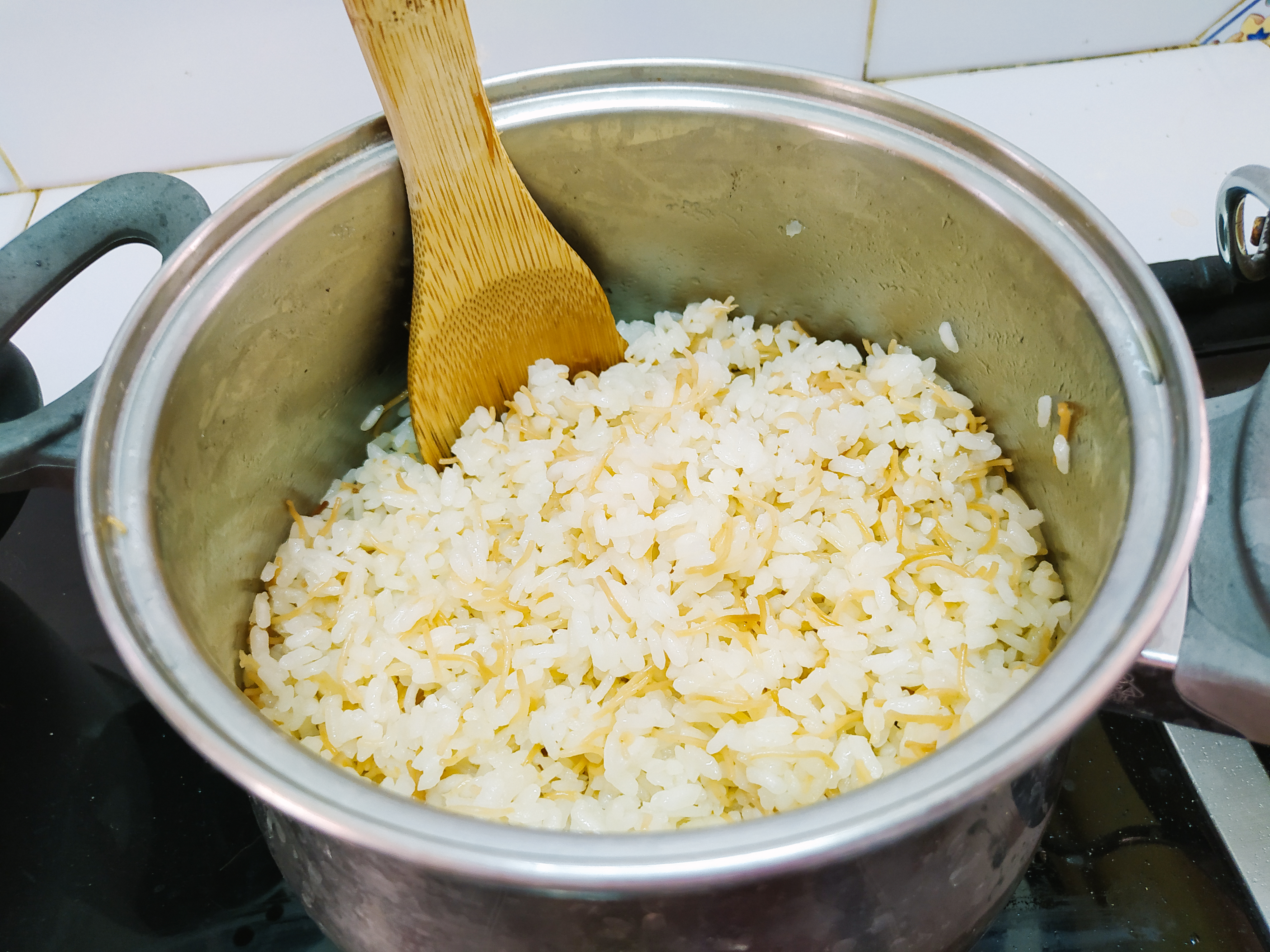
Riz au vermicelle libanais.

Le vermicelle sucré est un entremets (vermicelle au miel). Le Pâtissier royal parisien donne une Timbale de vermicelle au citrons (le vermicelle cuit au lait sucré est aromatisé au citron râpé, lié à la poudre de macaron, à l'œuf en neige et à la crème Chantilly). Le sewain indien qu'on retrouve aux Antilles est un vermicelle bien délié (bien séparés les uns des l'autre), avec le sirop de sucre, amandes et du lait concentré condimenté (cannelle, cardamome, etc.).
Le Kheer ou firni aux vermicelles de riz se rencontre dans tout le sous-continent indien. En Tunisie dwida bil hlib est un vermicelle cuit au lait frais sucré et aromatisé à l'eau de géranium.

## Anthologie
- Jean Rameau. La Jungle de Paris. Ollendorf, 1904 est un roman paru dans Le Journal[76] et mentionné dans la thèse d'Émilien Carassus Le snobisme et les lettres françaises de Paul Bourget à Marcel Proust, 1884-1914[77]. Extrait[78] :

« Mlle Josette Carlus,[ ] était une brave fille de vingt-huit ans, que la Société parisienne appelait, avec un sourire informé au coin des lèvres, « la Reine du vermicelle ». C'était en effet le vermicelle, ou plus exactement la fabrication des pâtes alimentaires, qui avait fait la fortune de sa famille. On aurait bien pu citer en outre quelques spéculations sur les terrains et une grosse entreprise de chemins de fer à l'étranger qui avaient quadruplé cette fortune. Mais, de tout cela, les Parisiens ne voulaient retenir que le vermicelle. C'est « le Roi du Vermicelle » qu'ils avaient appelé le père de Josette, Grégoire Carlus [ ].
Josette le savait parfaitement qu'on l'appelait la Reine du Vermicelle ; et, parfois, elle avait la faiblesse de s'en attrister. Dans les diners de cérémonie, quand un domestique lui demandait, sans penser à mal : « Vermicelle ou Saint-Germain?» elle rougissait jusqu'aux oreilles et répondait avec un froncement de sourcils « Ni l'un ni l'autre ». De peur de provoquer des sourires, elle se condamnait à ne jamais manger de potage, elle qui l'adorait. »

(Potage Saint-Germain à base de pois cassés, lié à la crème).
Balzac crée le personnage de Jean-Joachim Goriot, un ancien vermicellier, dans le roman Le Père Goriot.